# Rabbit’s Moon
Rabbit’s Moon ist ein avantgardistischer Kurzfilm von Kenneth Anger aus dem Jahr 1950.

## Handlung
„Rabbit’s Moon“ ist eine poetische Geschichte über den Pantomimen Pierrot, der sich sowohl nach der Nähe des Mondes als auch der hübschen Columbine sehnt, beides aber für ihn unerreichbar fern ist.
Erst durch das Entdecken einer „magischen Lampe“ (Symbol für das Medium Film) scheint die Hauptperson aus ihrer kompletten Zerstörung gerettet zu sein.

## Hintergrund
Der Film dauert 7 Minuten und ist in Farbe, wobei das Farbbild komplett blau gefärbt ist.
Der Film orientiert sich am Mime und Kabuki Theater. Der Titel nimmt Bezug auf den chinesischen Glauben, dass im Mond ein Hase (anstatt eines Mannes) lebt.
Titelmelodie des Films ist: It Came in the Night von Andy Arthur.
1972 und 1979 entstanden zwei weitere Versionen mit jeweils anderen Soundtracks.
Darsteller: Claude Revenant (Harlequin), André Soubreyran (Pierrot), Nadine Valence (Columbine).